# Iris Love
Iris Cornelia Love (1 d'agost de 1933 – 17 d'abril de 2020) va ser una arqueòloga clàssica nord-americana, més coneguda pel redescobriment del temple d'Afrodita, Cnidos.

## Biografia
L'any 1933, Iris Cornelia Love va néixer a Nova York filla de Cornelius Love i Audrey Josephthal, i era besneta materna de Meyer Guggenheim.
Des de ben petita, estava interessada en l'arqueologia i la història de l'art, va animar experts que freqüentaven la casa dels pares, com ara el director del Museu Metropolità d'Art James Rorimer i l'arqueòloga Gisela Richter.
Love va completar la seva llicenciatura en arts al Smith College, que va incloure un any a l'estranger a la Universitat de Florència. Durant la recerca de la seva tesi de llicenciatura a Itàlia, va comparar les figures dels guerrers etruscs del Museu Arqueològic Nacional de Florència amb les del Metropolitan Museum of Art («The Met»)de Nova York i va concloure que en aquest darrere hi havia falsificacions. Per respecte a les seves connexions a Nova York, inicialment va dubtar a publicar les proves i va decidir advertir-les quan estigués llesta per publicar les troballes el 1960. El museu va prendre represàlies anunciant les falsificacions al The New York Times, sense reconèixer el seu treball.
Love no va acabar mai els inicis del seu doctorat a la Universitat de Nova York, sinó que va treballar en una excavació a l'illa de Samotràcia, al mar Egeu, del 1957 al 1965. Posteriorment va esdevenir professora adjunta a la CW Post Long Island University (LIU Post).

## Cnidos i controvèrsia
Iris Cornelia Love és potser més coneguda pel seu treball arqueològic a Cnidos, que va començar quan hi va viatjar amb l'arqueòleg turc Aşkıdil Akarca i va continuar després de recaptar fons de la Universitat de Long Island per a una posterior excavació anual. El 1969, el seu equip va descobrir una base que Love pensava que eren les restes del temple d'Afrodita, el que va poder comprovar amb inscripcions trobades l'any següent.
El descobriment va atreure l'atenció dels mitjans internacionals quan es va presentar a la reunió anual de l'Institut Arqueològic d'Amèrica i va atreure molts visitants famosos al lloc d'excavació, inclosos Mick i Bianca Jagger. Aquesta fanfarria va posar en dubte la interpretació de Love, amb els crítics que l'acusaven de convertir l'excavació en un lloc exclusiu de vacances.
L'any 1970 també es va trobar Love implicada en una altra controvertida discussió d'investigació. Va creure haver trobat el cap original d'Afrodita de l'artista Praxíteles als dipòsits del Museu Britànic, que hauria estat un dels descobriments més espectaculars de la història de l'art antic. El comissari grecoromà Bernard Ashmole va contestar amb vehemència aquesta interpretació (i la implicació que havia ignorat l'obra mestra per aleshores), el que va provocar una gran controvèrsia a la premsa. Amb aquesta reprimenda, Love es va concentrar en la recerca de l'estàtua en excavacions continuades, amb nombroses trinxeres de recerca profundes que encara configuren l'àrea de l'antiga Cnidos.
El govern turc va revocar la seva llicència d'investigació per a Cnidos. Love va iniciar diversos nous projectes de recerca, inclosos a Ancona i al golf de Nàpols, on va buscar principalment altres santuaris d'Afrodita. Posteriorment, es va retirar de l'arqueologia. Va compartir residència entre Grècia, Itàlia i Nova York, on va viure durant molts anys amb la periodista tabloide Liz Smith i es va dedicar a la cria de teckels, per la qual va guanyar diversos premis.
Iris Cornelia Love va morir el 17 d'abril de 2020 al New York-Presbyterian/Weill Cornell Medical Center de Manhattan degut al COVID-19.

## Publicacions notables
- A stylistic discussion concerning the authenticity of the three Etruscan warriors in the Metropolitan Museum of Art. A: Marsyas. Studies in the history of art. Nr. 9, 1960–1961, S. 14–35.
- Kantharos or Karchesion? A Samothracian contribution. A: Lucy Freeman Sandler (Hrsg.): Essays in memory of Karl Lehmann. New York 1964, S. 204–222.
- Knidos-excavations in 1967, Turkish Archaeology Magazine
- Knidos-excavations in 1968. Turkish Archaeology Magazine, No. 17,2, 1968, S. 123–141.
- A preliminary report of the excavations at Knidos, 1969, American Journal of Archaeology. No. 74, 1970, 149–155.
- Preliminary report of the excavations at Knidos, 1970, American Journal of Archaeology. No. 76, 1972, S. 61–76.
- A preliminary report of the excavations at Knidos, 1971. A: American Journal of Archaeology. No. 76, 1972, S. 393–405.
- Excavations at Knidos, 1971. A: Turkish Archaeology Magazine. No. 20,2, 1973, S. 97–109.
- Excavations at Knidos 1972. A: Turkish Archaeology Magazine. No. 21,2, 1974, S. 85–96.
- A preliminary report of the excavations at Knidos, 1972. A: American Journal of Archaeology. No. 77, 1973, S. 413–424.
- A brief summary of excavations at Knidos 1967–1973. A: Ekrem Akurgal (Hrsg.): The proceedings of the Xth International Congress of Classical Archaeology, Ankara – Izmir 23.–30.IX.1973. Türk Tarih Kurumu, Ankara 1978, S. 1111–1133.
- Ophiuchus Collection. Florence 1989, ISBN 88-7038-174-9.
- John H. Davis: Die Guggenheims. Raubritter und Menschenfreunde. Aus dem Englischen von Rosemarie Winterberg. Schweizer Verlagshaus, Zürich 1984, ISBN 3-7263-6433-1, S. 368–377, 393–395.
- Michael Gross: Rogues' Gallery. The secret history of the moguls and the money that made the Metropolitan Museum. Broadway Books, New York 2009, ISBN 978-0-7679-2488-7, S. 256–258 (input from Oscar White Muscarella)